# Hipódromo del Parque Belmont
El Hipódromo del Parque Belmont (en inglés: Belmont Park Racecourse) es uno de los dos principales centros de carreras de caballos en Perth, en el estado Australia Occidental en Australia, siendo el otro hipódromo en la ciudad el de Ascot. La pista tiene una circunferencia de 1,699 metros con una recta 333 metros. Belmont es el hipódromo de invierno de Perth, con instalaciones totalmente cerradas para los espectadores. El 24 de diciembre de 1910 Belmont Park celebró su primera reunión para una carrera de arnés, realizada por la Asociación de Trote de Australia Occidental (WATA).